# لورانس بيل
لورانس بيل (بالإنجليزية: Lawrence Bell)‏ (1 مايو 1875 في المملكة المتحدة - 1 يناير 1933) هو لاعب كرة قدم بريطاني (وحمل سابقاً جنسية المملكة المتحدة لبريطانيا العظمى وأيرلندا) في مركز الهجوم. لعب مع بولتون واندررز وشيفيلد وينزداي ونادي إيفرتون ونادي برينتفورد ونادي هيبرنيان ووست بروميتش ألبيون ونادي دمبرتون ونادي لانارك الثالث.